# 1200-talet (decennium)

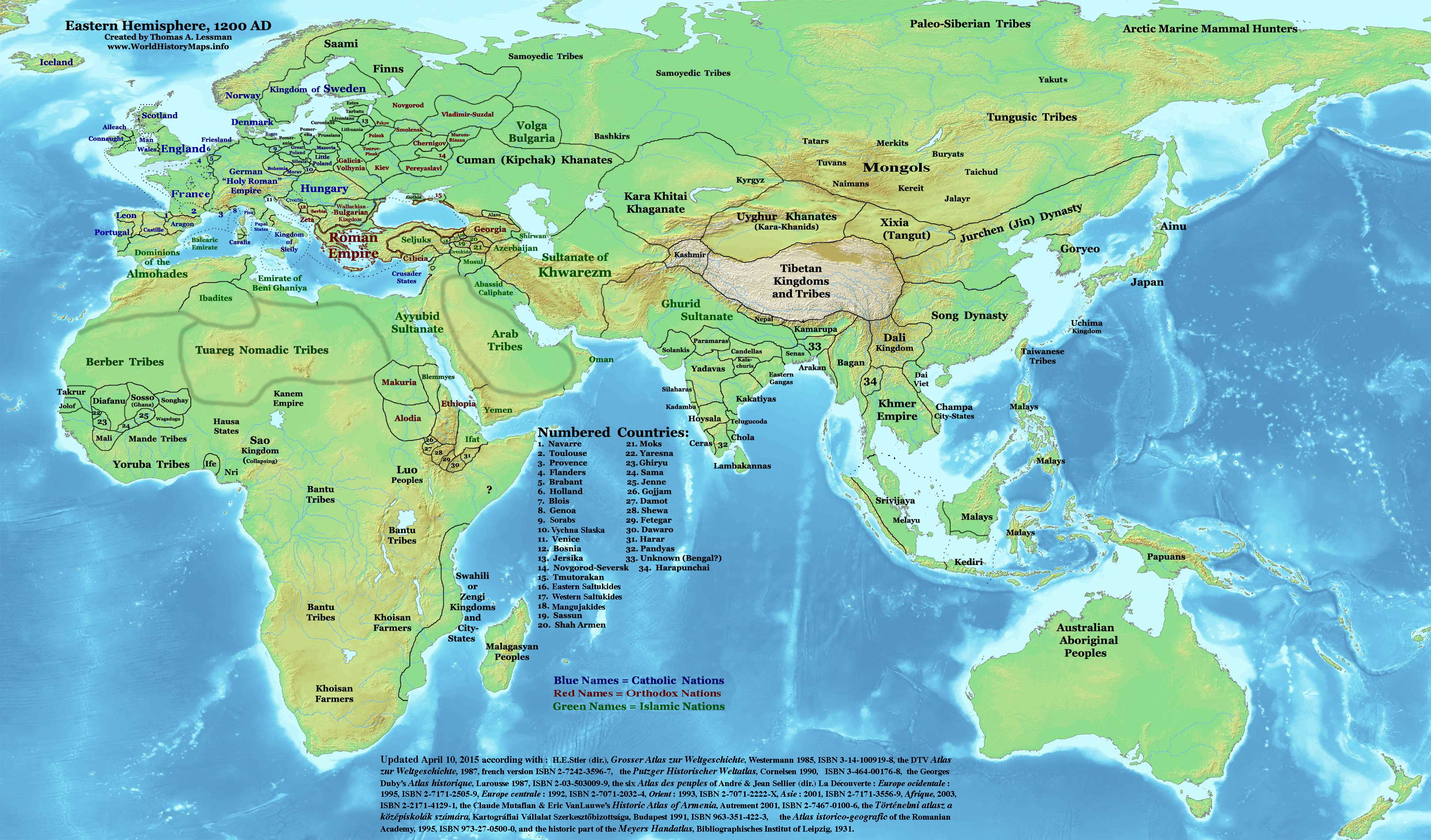
Östra halvklotet under 1200-talet

Decenniet 1200-talet utspelade sig från den 1 januari 1200 till den 31 december 1209. Det var det första decenniet under 1200-talet.

## Händelser
- 1200 - Den svenska kyrkan blir skattefri.
- 1201
  - Lettlands huvudstad Riga grundas.
  - Oxfords universitet grundas.
- 1205 - Slaget vid Adrianopel mellan bulgarer och latinare äger rum.
- 1209
  - Albigenserkriget påföljer i 20 år.
  - Franciskanorden grundas.
  - Universitetet i Cambridge grundas.

## Födda
- 1205 - Hadrianus V, påve.
- 1 oktober 1207 - Henrik III, kung av England.

## Avlidna
- 1202 - Birger Brosa, svensk jarl sedan 1174.
- 1204 - Moses Maimonides, filosof.
- 1209 - Margareta Eriksdotter, dotter till Erik den helige.